# Дик Търпин
Ричард (Дик) Търпин (на английски: Richard (Dick) Turpin) е известен английски разбойник от XVIII век, герой на множество песни, разкази, филми.
Вероятно е следвал занаята на баща си като месар. През 1730-те години се включва в банда на крадци на елени, по-късно става крадец на коне, бракониер, разбойник и убиец. Екзекутиран е в Йорк за кражба на кон.